# Nicole Schneider
Nicole Schneider, née à La Chaux-de-Fonds le 5 avril 1957, est une écrivain vaudoise.

## Biographie
Après des études secondaires à Montreux, Nicole Schneider obtient un baccalauréat français. Dans les années 1990, elle suit les ateliers d'écriture de Mary Anna Barbey et entame parallèlement une thérapie.
En 2002, elle publie Sept ans sous influence, préfacé par Mary Anna Barbey. Elle y raconte ses années dans la communauté du gourou Guy-Claude Burger, fondateur vaudois de l'instinctothérapie condamné à quinze ans de prison pour pédophilie en 2001.
Cette histoire d'une jeune fille de 17 ans qui, de retour en Suisse après avoir découvert l'horreur de la guerre au Viêt-nam, aspire à un monde meilleur et qui rencontre l'enfer s'est vendue à plus de 5000 exemplaires.

## Sources
- « Nicole Schneider », sur la base de données des personnalités vaudoises sur la plateforme « Patrinum » de la Bibliothèque cantonale et universitaire de Lausanne.
- http://www.construire.ch/SOMMAIRE/0217/17entre.htm.